# Bóng rổ tại Đại hội Thể thao Đông Nam Á 1983
Bóng rổ tại Đại hội Thể thao Đông Nam Á năm 1983 được tổ chức tại Gay World Stadium, Singapore, từ ngày 29 tháng 5 đến 5 tháng 6 năm 1983. Đây là một trong các nội dung chính của SEA Games lần thứ 12, với cả hai giải nam (6 đội) và nữ (5 đội) thi đấu theo thể thức vòng tròn 1 lượt, đội có thành tích tốt nhất sau vòng đấu giành huy chương vàng.
Ở giải nam, đội tuyển Philippines giành ngôi vô địch (5 trận thắng, không thua), xếp trên Malaysia (hạng nhì) và Thái Lan (hạng ba) . Trong khi đó, giải nữ chứng kiến chiến thắng của Malaysia, với vị trí thứ nhì thuộc về Philippines và thứ ba là Singapore

## Thể thức thi đấu
Cả giải nam và giải nữ đều thi đấu theo thể thức vòng tròn một lượt, trong đó đội đứng đầu sau khi kết thúc vòng đấu sẽ giành huy chương vàng, hai đội xếp tiếp theo lần lượt nhận huy chương bạc và huy chương đồng.

## Giải đấu nam

### Quốc gia tham đự
- Brunei
- Indonesia
- Malaysia
- Philippines
- Singapore
- Thái Lan

### Kết quả
| VT | Đội           | ST | T | B | ĐT  | ĐB  | HS   | Đ  | Kết quả chung cuộc |
| -- | ------------- | -- | - | - | --- | --- | ---- | -- | ------------------ |
| 1  | Philippines   | 5  | 5 | 0 | 452 | 320 | +132 | 10 | Huy chương vàng    |
| 2  | Malaysia      | 5  | 4 | 1 | 318 | 253 | +65  | 9  | Huy chương bạc     |
| 3  | Thái Lan      | 5  | 3 | 2 | 392 | 366 | +26  | 8  | Huy chương đồng    |
| 4  | Singapore (H) | 5  | 2 | 3 | 400 | 373 | +27  | 7  |                    |
| 5  | Indonesia     | 5  | 1 | 4 | 372 | 420 | −48  | 6  |                    |
| 6  | Brunei        | 5  | 0 | 5 | 277 | 479 | −202 | 5  |                    |

| 29 tháng 5 năm 1983 16:00 | Kết quả | Indonesia | 73–97 | Philippines |  | Gay World Stadium, Geylang |

| 29 tháng 5 năm 1983 21:00 | Report | Singapore | 126–69 | Brunei |  | Gay World Stadium, Geylang |

| 30 tháng 5 năm 1983 16:00 | Kết quả | Brunei | 77–113 | Thái Lan |  | Gay World Stadium, Geylang |

| 30 tháng 5 năm 1983 19:30 | Kết quả | Malaysia | 82–54 | Indonesia |  | Gay World Stadium, Geylang |

| 31 tháng 5 năm 1983 19:30 | Kết quả | Singapore | 93–76 | Indonesia |  | Gay World Stadium, Geylang |

| 31 tháng 5 năm 1983 21:00 | Kết quả | Thái Lan | 60–83 | Philippines |  | Gay World Stadium, Geylang |

| 1 tháng 6 năm 1983 16:00 | Kết quả | Philippines | 128–62 | Brunei |  | Gay World Stadium, Geylang |

| 1 tháng 6 năm 1983 21:00: | Report | Singapore | 64–79 | Malaysia |  | Gay World Stadium, Geylang |

| 3 tháng 6 năm 1983 19:30 |  | Brunei | L–W | Malaysia |  | Gay World Stadium, Geylang |

| 3 tháng 6 năm 1983 21:00 | Report | Singapore | 58–77 | Thái Lan |  | Gay World Stadium, Geylang |

| 4 tháng 6 năm 1983 14:30 | Report | Indonesia | 57–79 | Thái Lan |  | Gay World Stadium, Geylang |

| 4 tháng 6 năm 1983 19:00 | Report | Malaysia | 66–72 | Philippines |  | Gay World Stadium, Geylang |

| 5 tháng 6 năm 1983 17:30 | Results | Brunei | 69–112 | Indonesia |  | Gay World Stadium, Geylang |

| 5 tháng 6 năm 1983 19:00 | Results | Thái Lan | 63–91 | Malaysia |  | Gay World Stadium, Geylang |

| 5 tháng 6 năm 1983 20:30 | Results | Singapore | 59–72 | Philippines |  | Gay World Stadium, Geylang |

### Xếp hạng chung cuộc
| Hạng | Đội         |
| ---- | ----------- |
| 1    | Philippines |
| 2    | Malaysia    |
| 3    | Thái Lan    |
| 4    | Singapore   |
| 5    | Indonesia   |
| 6    | Brunei      |

## Giải đấu nữ

### Quốc gia tham đự
- Indonesia
- Malaysia
- Philippines
- Singapore
- Thái Lan

### Kết quả
| VT | Đội           | ST | T | B | ĐT  | ĐB  | HS   | Đ | Kết quả chung cuộc |
| -- | ------------- | -- | - | - | --- | --- | ---- | - | ------------------ |
| 1  | Malaysia      | 4  | 4 | 0 | 314 | 214 | +100 | 8 | Huy chương vàng    |
| 2  | Philippines   | 4  | 3 | 1 | 302 | 269 | +33  | 7 | Huy chương bạc     |
| 3  | Singapore (H) | 4  | 2 | 2 | 248 | 279 | −31  | 6 | Huy chương đồng    |
| 4  | Thái Lan      | 4  | 1 | 3 | 241 | 277 | −36  | 5 |                    |
| 5  | Indonesia     | 4  | 0 | 4 | 212 | 277 | −65  | 4 |                    |

| 29 tháng 5 năm 1983 14:30 | Kết quả | Thái Lan | 61–86 | Philippines |  | Gay World Stadium, Geylang |

| 29 tháng 5 năm 1983 19:30 | Report | Singapore | 74–50 | Indonesia |  | Gay World Stadium, Geylang |

| 30 tháng 5 năm 1983 14:30 | Kết quả | Indonesia | 53–82 | Malaysia |  | Gay World Stadium, Geylang |

| 30 tháng 5 năm 1983 21:00 | Kết quả | Singapore | 73–82 | Philippines |  | Gay World Stadium, Geylang |

| 31 tháng 5 năm 1983 18:00 | Kết quả | Malaysia | 69–55 | Thái Lan |  | Gay World Stadium, Geylang |

| 1 tháng 6 năm 1983 14:30 | Kết quả | Philippines | 61–55 | Indonesia |  | Gay World Stadium, Geylang |

| 1 tháng 6 năm 1983 19:00 | Report | Singapore | 68–65 | Thái Lan |  | Gay World Stadium, Geylang |

| 3 tháng 6 năm 1983 18:00 | Report | Malaysia | 81–73 | Philippines |  | Gay World Stadium, Geylang |

| 4 tháng 6 năm 1983 16:00 | Report | Indonesia | 54–60 | Thái Lan |  | Gay World Stadium, Geylang |

| 4 tháng 6 năm 1983 20:30 | Report | Singapore | 33–82 | Malaysia |  | Gay World Stadium, Geylang |

### Xếp hạng chung cuộc
| Hạng | Đội         |
| ---- | ----------- |
| 1    | Malaysia    |
| 2    | Philippines |
| 3    | Singapore   |
| 4    | Thái Lan    |
| 5    | Indonesia   |